# Nova Delhi
Nova Delhi (en hindi नई दिल्ली, en anglès New Delhi) és la capital de l'Índia. Està situada a la riba del riu Yamuna, ocupa una superfície de 1.483 km², amb una població de 13,8 milions d'habitants, pertanyents en un 72% a l'ètnia indoària, un 25% a la dels dràvides i el 3% a altres ètnies. L'idioma més parlat a la ciutat és l'hindi.

## Història
Nova Delhi és en realitat la fusió de set ciutats fundades per les corresponents set dinasties regnants: Lalkot, Siri, Tuglakabad, Ferozabad, Lodi, Shahjanadabad i Delhi, i en gran part van estar construïdes les unes a sobre de les altres. El nom de Delhi l'hi va donar la dinastia musulmana que va regnar entre els segles XVII a XIX. Els anglesos hi van traslladar la capital del seu govern, des de Calcuta, el 1911, i el 1931 hi construïren, amb gran magnificència, la part britànica i colonial de la ciutat, que anomenaren New Delhi. Amb la independència va continuar essent la capital de l'Índia.

## Geografia

La ciutat de Nova Delhi es troba dins del Territori Capital Nacional de Delhi.

Amb una superfície total de 42,7 km², Nova Delhi forma una petita part de l'àrea metropolitana de Delhi. Atès que la ciutat es troba en la plana indo-gangetic, hi ha poca diferència en l'elevació a través de la ciutat. Nova Delhi i les zones circumdants van ser una vegada parteix de l'Aravali Range; tot el que queda d'aquestes muntanyes és la Delhi Ridge, que també es diu els Pulmons de Delhi. Tot i que Nova Delhi es troba en les planes al·luvials del riu Yamuna, és una ciutat sense litoral. A l'est del riu està la zona urbana de Shahdara.

### Clima
Té un clima subtropical molt càlid a l'estiu i fresc a l'hivern.
En estar lluny del mar i al nord del país, el seu clima té trets de continentalitat: les temperatures màximes de l'estiu ultrapassen els 40 graus i a l'hivern les mínimes baixen dels 7 graus i hi ha boira. La distribució de pluges és de caràcter monsònic, amb més de 200 litres/m² en cadascun dels mesos de juliol i agost, i molta menys precipitació durant la resta de l'any, arribant als mínims de pluja durant l'abril i el maig. El total pluviomètric anual és d'uns 700 litres/m².

## Demografia
A partir de 2011, el districte de Nova Delhi té una població de 257.803 habitants. L'hindi és l'idioma més parlat a Nova Delhi i la llengua vehicular de la ciutat. L'anglès s'utilitza principalment com a llengua oficial per instituts empresarials i governamentals. Nova Delhi té una taxa d'alfabetització del 89,38% segons el cens de 2011, que és la més alta de Delhi.

## Economia

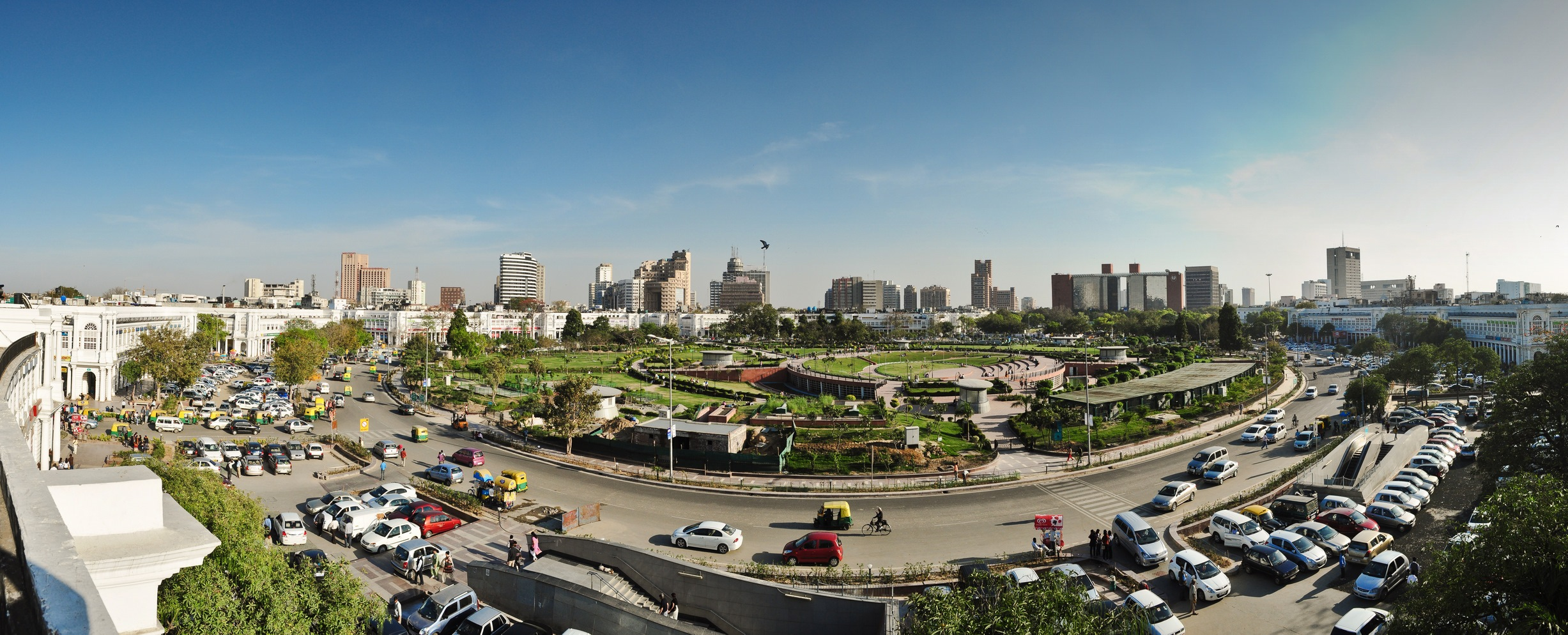
Connaught Place a Delhi és un important centre econòmic de la Regió de la capital

Nova Delhi és la ciutat comercial més gran del nord de l'Índia. Té un producte intern net estimat de l'Estat (FY 2010) de 1.595 mil milions de rúpies (US$22 bilion) en termes nominals i ~ 6800 mil milions de rúpies (US$95) en termes de PPP.l'i El 2013, la renda per capita de Delhi era de Rs. 230000, la segona més alta de l'Índia després de Goa. El PIB (GSDP) (Escales curta i llarga) a Delhi a preus de 2012-2013 s'estima en 3,88 bilions de rupies (escala curta) enfront de 3,11 bilions de rupies (escala curta) el 2011-2012.
Connaught Place, un dels principals centres comercials i financers del nord de l'Índia, es troba en la part nord de Nova Delhi. Zones properess com Barakhamba Road o ITO també són importants centres comercials. El sector governamental i quasi-governamental és el principal ocupador a Nova Delhi. El sector de serveis de la ciutat s'ha expandit degut en part a la gran mà d'obra qualificada de parla anglesa que ha atret moltes empreses multinacionals. Entre les principals indústries de serveis la tecnologia de la informació, les telecomunicacions, els hotels, la banca, els mitjans de comunicació i el turisme.
El World Wealth Report 2011 classifica l'activitat econòmica a Nova Delhi en el lloc 39, però en general la capital està classificada en el 37, per sobre de ciutats com Jakarta i Johannesburg. Nova Delhi - amb Pequín - comparteix la posició superior com la destinació minorista dels mercats emergents més selectius entre els mercats d'Àsia i el Pacífic.
El govern del Territori Capital Nacional de Delhi no publica xifres econòmiques específiques per a Nova Delhi, sinó que publica un informe econòmic oficial sobre tota Delhi anualment. Segons l'Estudi Econòmic de Delhi, la metròpolis té un Producte Intern Estatal Net (SDP) 830,85 bilions de Rs.(per a l'any 2004–2005) i una renda per capita de 53.976 Rs. (1.200 dòlars). L'any 2008–2009 Nova Delhi va tenir un ingrés per capita de 116.886 Rs. (2.595 dòlars). Va créixer un 16,2% fins a arribar a 135.814 Rs.(3.018 dòlars) en l'any fiscal 2009–10. El PIB per capita de Nova Delhi (en PPP) va ser de $6,860 durant l'any fiscal 2009–10, la qual cosa la converteix en una de les ciutats més riques de l'Índia. El sector terciari aporta el 78,4% del SDP brut de Delhi, seguit dels sectors secundari i primari amb una contribució del 20,2% i del 1,4%, respectivament.
El producte interior brut (,GSDP) de Delhi a preus per a l'any 2011–12 s'ha estimat en 3,13 bilions de rupies (escala curta), la qual cosa representa un augment del 18,7% respecte a l'anterior.

## Religió
Segons el cens de 2011, l'hinduisme és la religió del 89,8% de la població de Nova Delhi. També hi ha comunitats de musulmans (4,5%), cristians (2,9%), sikhs (2,0%), jains (0,4%). Altres grups religiosos inclouen parsis, budistes i jueus.

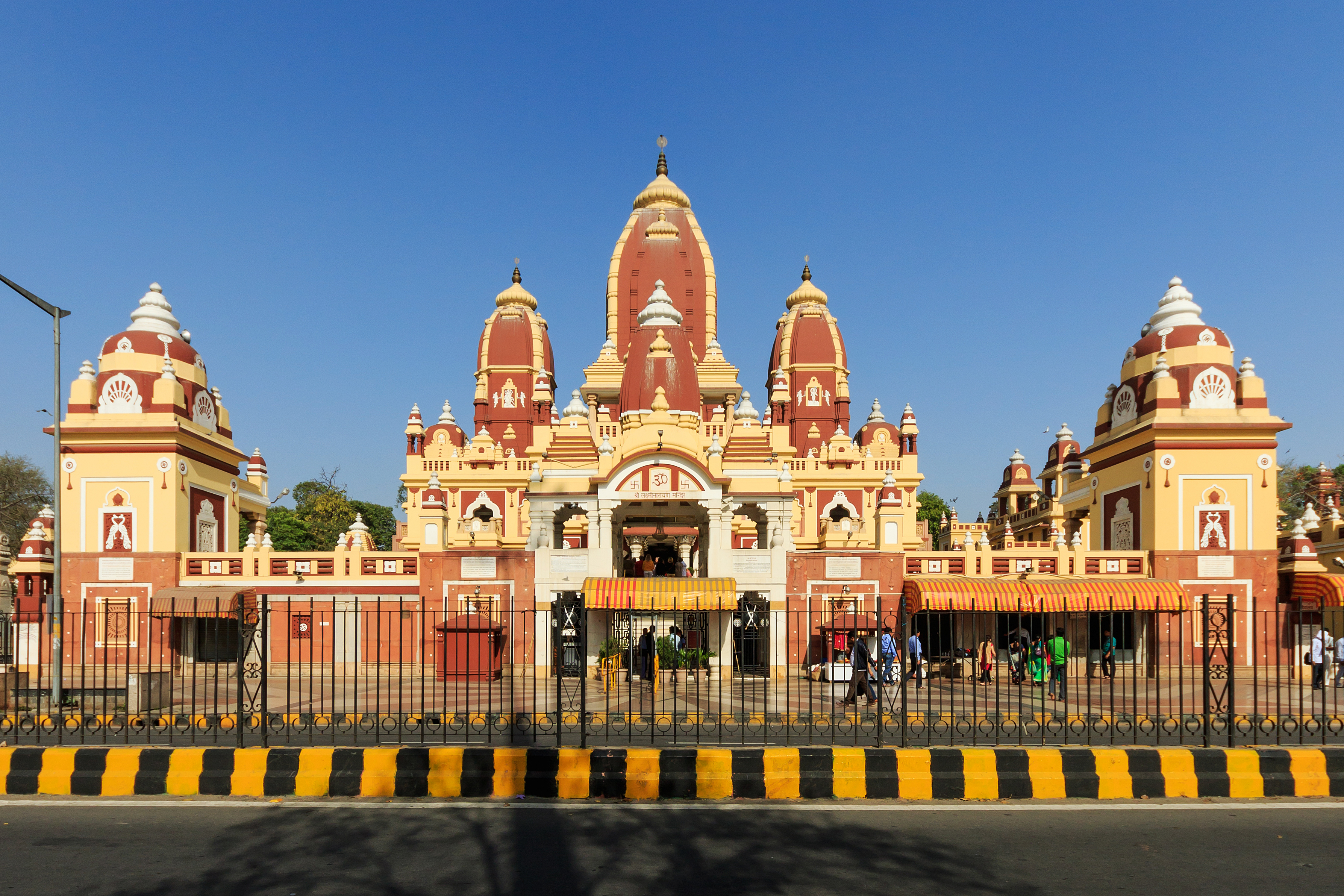
Temple hindú Laxminarayan a Mandir a Nova Delhi.
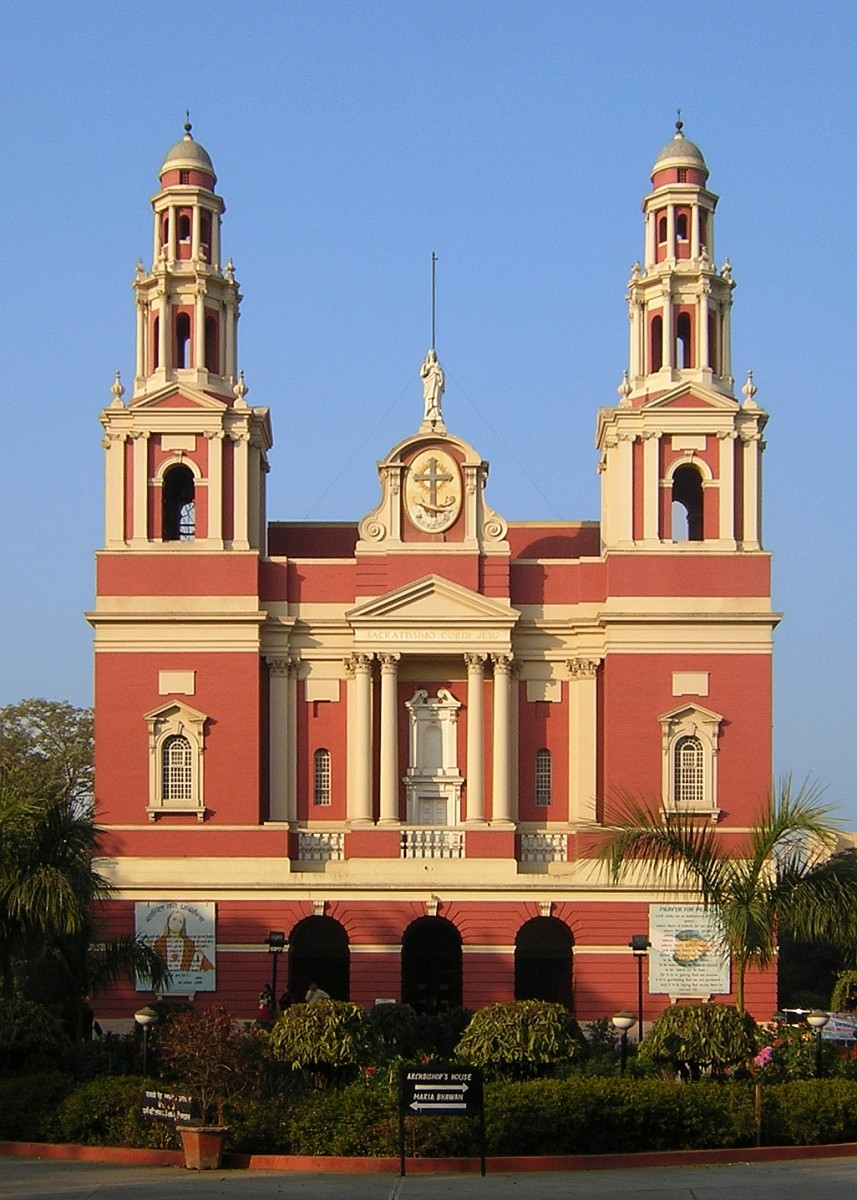
La Catedral del Sagrat Cor és una catedral catòlica romana i dissenyada per l'arquitecte britànic Henry Medd basada en l'arquitectura italiana.
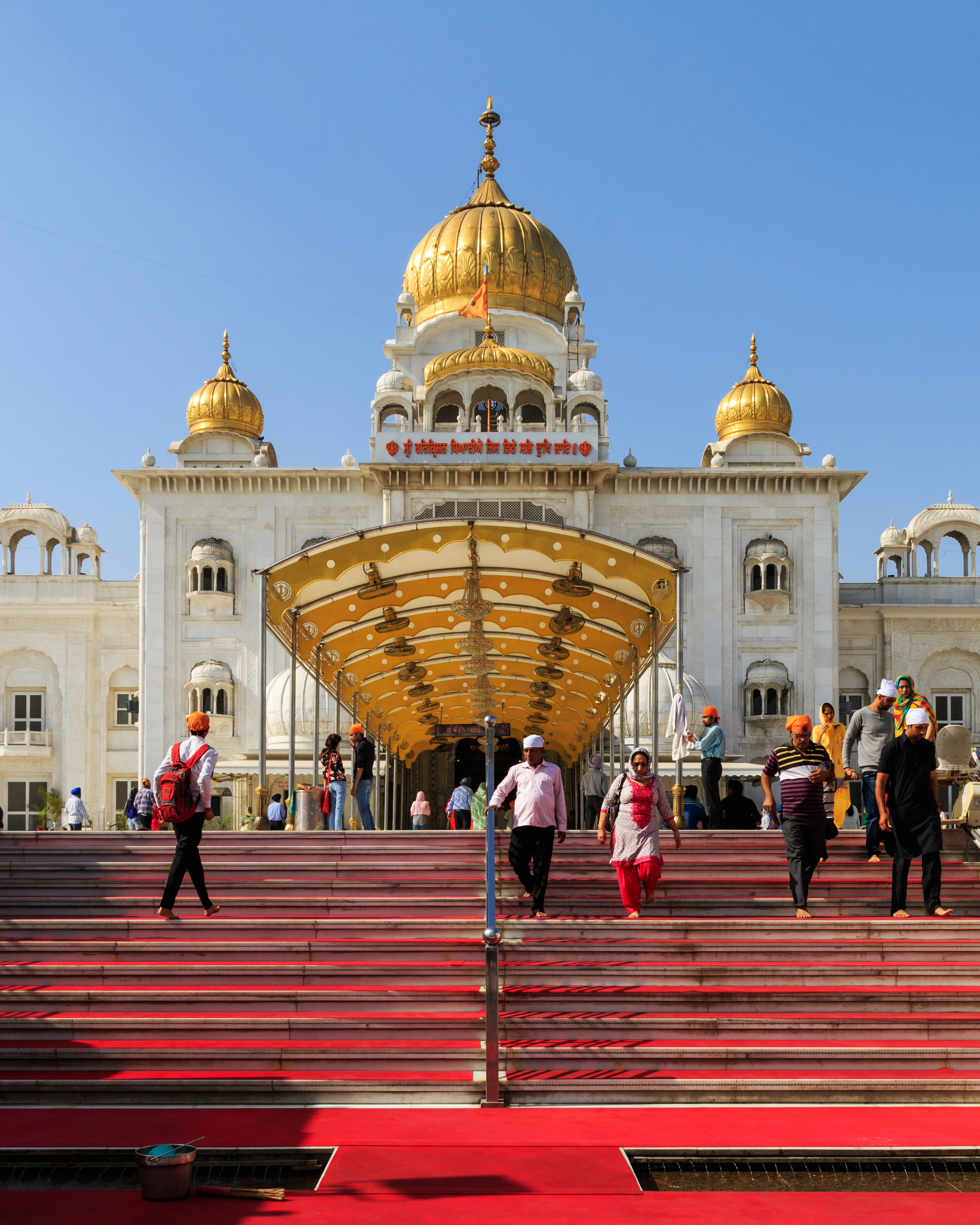
Gurudwara Bangla Sahib a Nova Delhi.
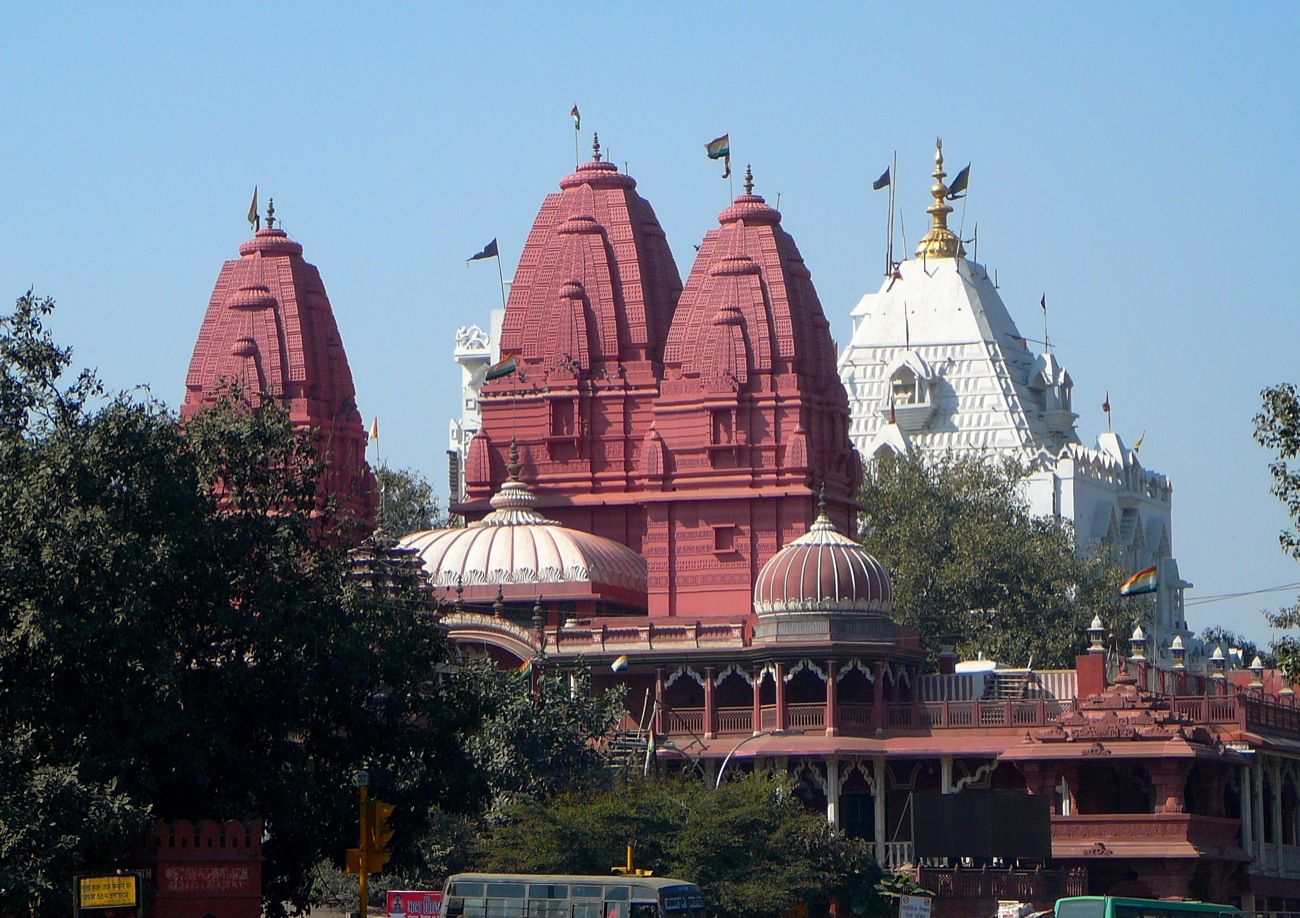
Lal Mandir a Jain Temple a Nova Delhi.

## Cultura
Nova Delhi és una ciutat cosmopolita a causa de la presència multiètnica i multicultural de la gran burocràcia i sistema polític indi. L'estatus de capital de la ciutat ha augmentat la importància dels esdeveniments i festes nacionals. Els esdeveniments nacionals com el Dia de la República, el Dia de la Independència i Gandhi Jayanti (aniversari de Gandhi) se celebren amb gran entusiasme a Nova Delhi i a la resta de l'Índia. El dia de la independència de l'Índia (15 d'agost), el primer ministre de l'Índia es dirigeix a la nació des del Fort Vermell. La majoria dels delhiites celebren el dia fent volar estels, que es consideren un símbol de llibertat. La desfilada del Dia de la República és una gran desfilada cultural i militar que mostra la diversitat cultural i el poder militar de l'Índia.
Els festivals religiosos inclouen Divali (el festival de la llum), Maha Shivaratri, Teej, Durga Puja, Mahavir Jayanti, Guru Nanak Gurpurab, Holi, Lohri, Id al-Fitr, Festa del sacrifici, Pasqua, Raksha Bandhan i Nadal. El Festival Qutub és un esdeveniment cultural durant el qual es mostren actuacions de músics i ballarins de tota l'Índia a la nit, amb el Qutab Minar com a teló de fons escollit per a l'esdeveniment. Altres esdeveniments com el Kite Flying Festival, el Festival Internacional del Mango i el Vasant Panchami (el Festival de Primavera) se celebren cada any a Delhi.
L'any 2007, l'organització budista japonesa Nipponzan Myohoji va decidir construir una pagoda de la pau a la ciutat amb relíquies de Buda. Va ser inaugurat pel Dalai Lama.

### Llocs històrics, museus i jardins

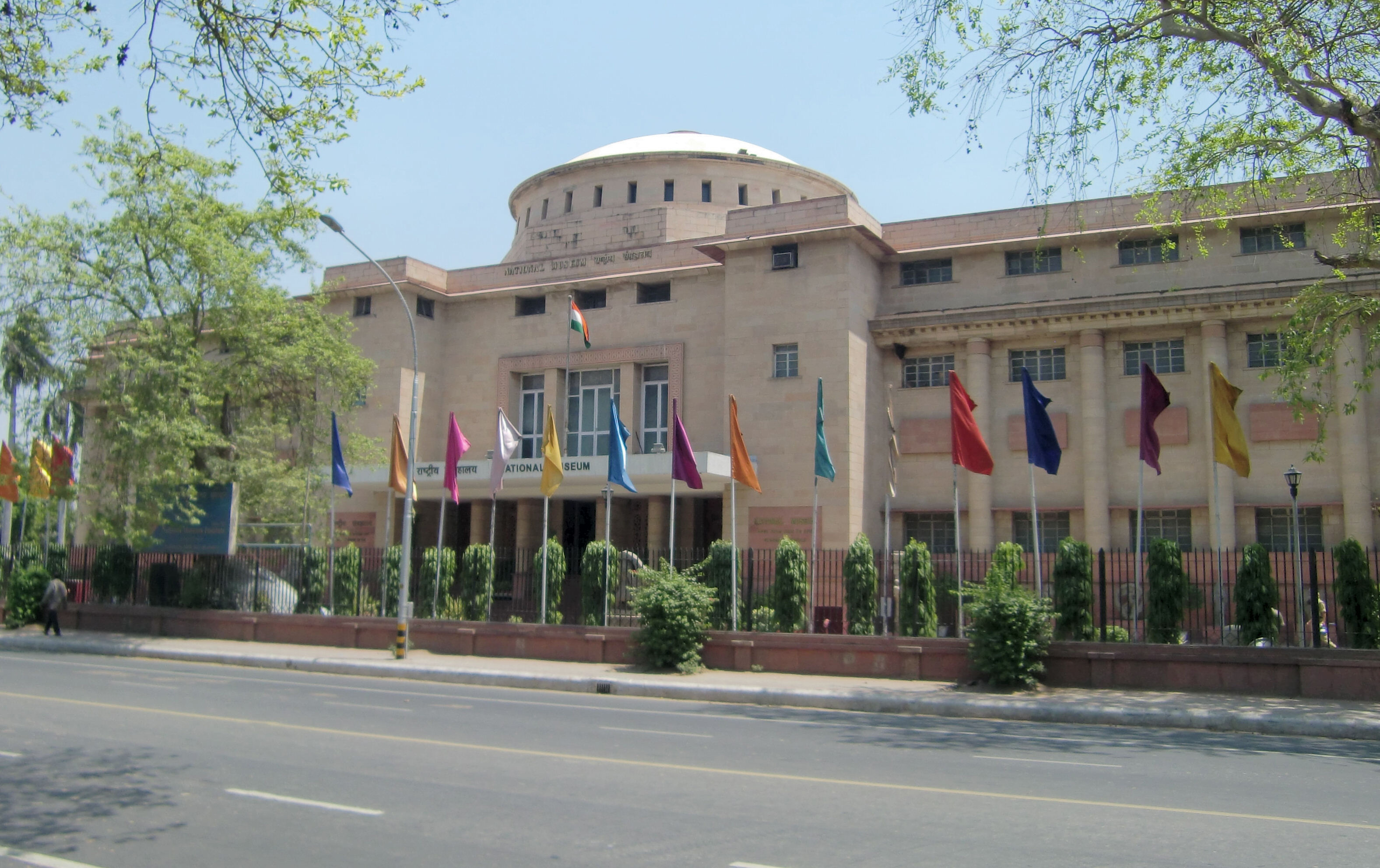
El Museu Nacional de Nova Delhi és un dels museus més grans de l'Índia.

Nova Delhi acull diversos llocs històrics i museus. El Museu Nacional, que va començar amb una exposició d'art i artefactes indis a la Royal Academy de Londres a l'hivern de 1947–48, es va mostrar més tard al Rashtrapati Bhavan el 1949. Més tard va constituir un Museu Nacional permanent. El 15 d'agost de 1949 es va inaugurar formalment el Museu Nacional i compta amb 200.000 obres d'art, tant d'origen indi com estranger, que cobreixen més de 5.000 anys.
La porta de l'Índia, que va ser construïda l'any 1931, es va inspirar en l'Arc de Triomf de París. És el monument nacional de l'Índia que commemora els 90.000 soldats de l’exèrcit indi que van perdre la vida mentre lluitaven pel Raj Britànic durant la Primera Guerra Mundial i la Tercera guerra anglo-afganesa. El monument té ara l'entrada a l'arc interior restringit.
El Rajpath, que es va construir semblant als Camps Elisis de París, és el bulevard cerimonial de l'Índia, situat a Nova Delhi. La desfilada anual del Dia de la República té lloc aquí el 26 de gener. El recés de Beating té lloc aquí dos dies després.

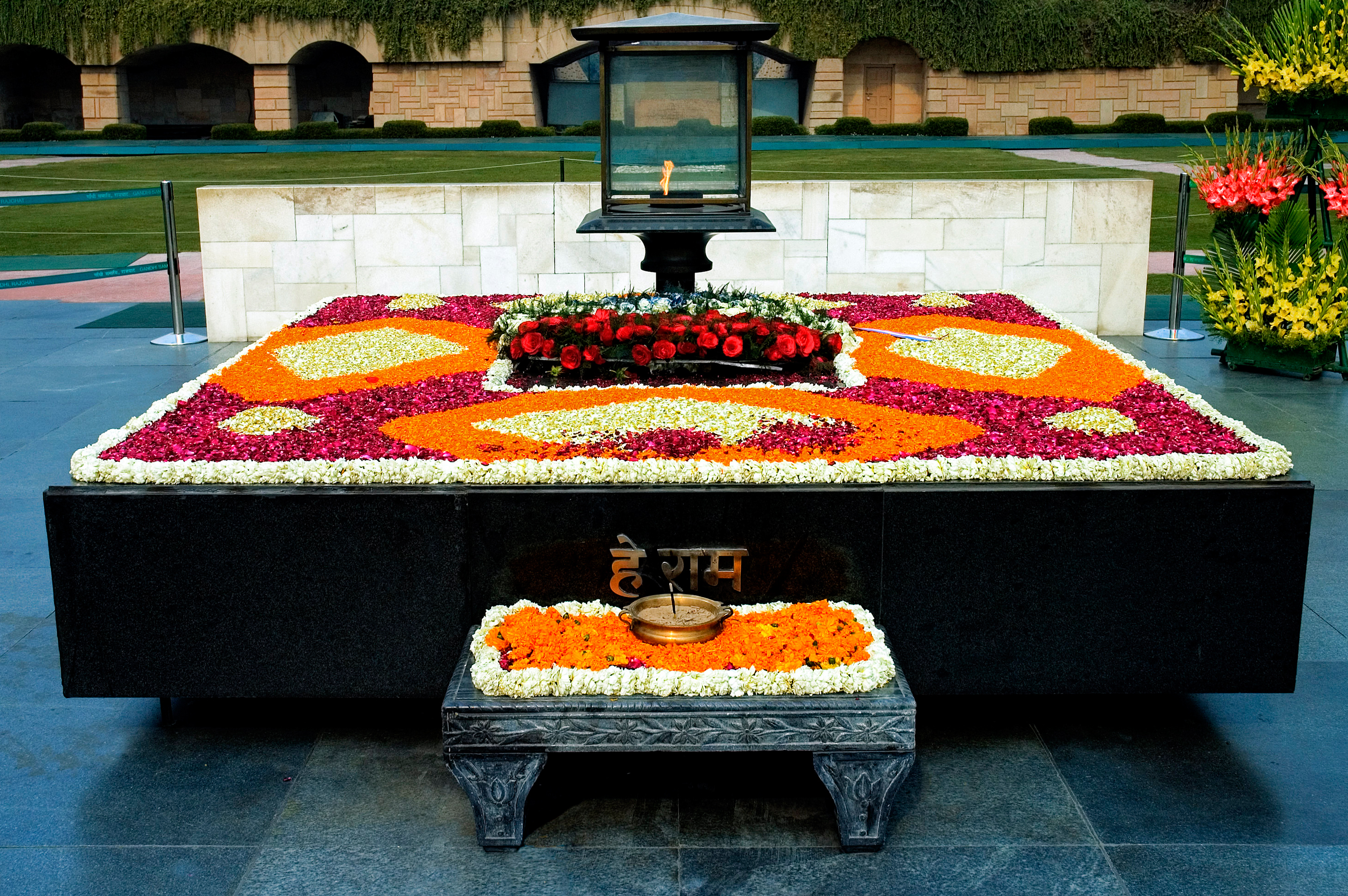
El Rajghat, el lloc de descans final de Mohandas Gandhi.

Gandhi Smriti a Nova Delhi és el lloc on Mohandas Gandhi va passar els últims 144 dies de la seva vida i va ser assassinat el 30 de gener de 1948. Rajghat és el lloc on Mahatma Gandhi va ser incinerat el 31 de gener de 1948 després del seu assassinat i les seves cendres van ser enterrades i el converteixen en un lloc de descans final al costat de la santedat del riu Yamuna. El Raj Ghat en forma de gran plataforma quadrada amb marbre negre va ser dissenyat per l'arquitecte Vanu Bhuta.
Jantar Mantar situat a Connaught Place va ser construït pel Maharajà Jai Singh II de Jaipur. Consta de 13 instruments d'astronomia arquitectònica. L'objectiu principal de l'observatori era compilar taules astronòmiques i predir els temps i els moviments del sol, la lluna i els planetes.
Nova Delhi acull el Museu Memorial Indira Gandhi, la Galeria Nacional d'Art Modern, el Museu Nacional d'Història Natural, el Museu Nacional del Ferrocarril, el Museu Nacional d'Artesania i Telars a mà, el Museu Nacional Filatèlic, el Planetari Nehru i el Museu Internacional de Nines de Shankar. i Museu de la Cort Suprema de l'Índia,
En els anys vinents, es construirà un nou Museu i Memorial Nacional de la Guerra a Nova Delhi per ₹de ₹.
Nova Delhi és especialment coneguda pels seus jardins enjardinats que poden semblar força impressionants a la primavera. Els més grans inclouen el parc Buda Jayanti i els jardins històrics de Lodi. A més, hi ha els jardins de la finca presidencial, els jardins al llarg del Rajpath i la porta de l'Índia, els jardins al llarg del camí de Shanti, el jardí de roses, el parc Nehru i el jardí del ferrocarril a Chanakya Puri. També cal destacar el jardí adjacent a l'estació de metro de Jangpura prop del pas de la Colònia de Defensa, així com la rotonda i els jardins del barri de tota la ciutat.
L'àrea del Consell Municipal de Nova Delhi (NDMC) va ser declarada la més neta del nord de l'Índia, basant-se en la gestió de residus sòlids, l'accés al sanejament i altres paràmetres de neteja, segons la zona Swachh Survekshan 2017.

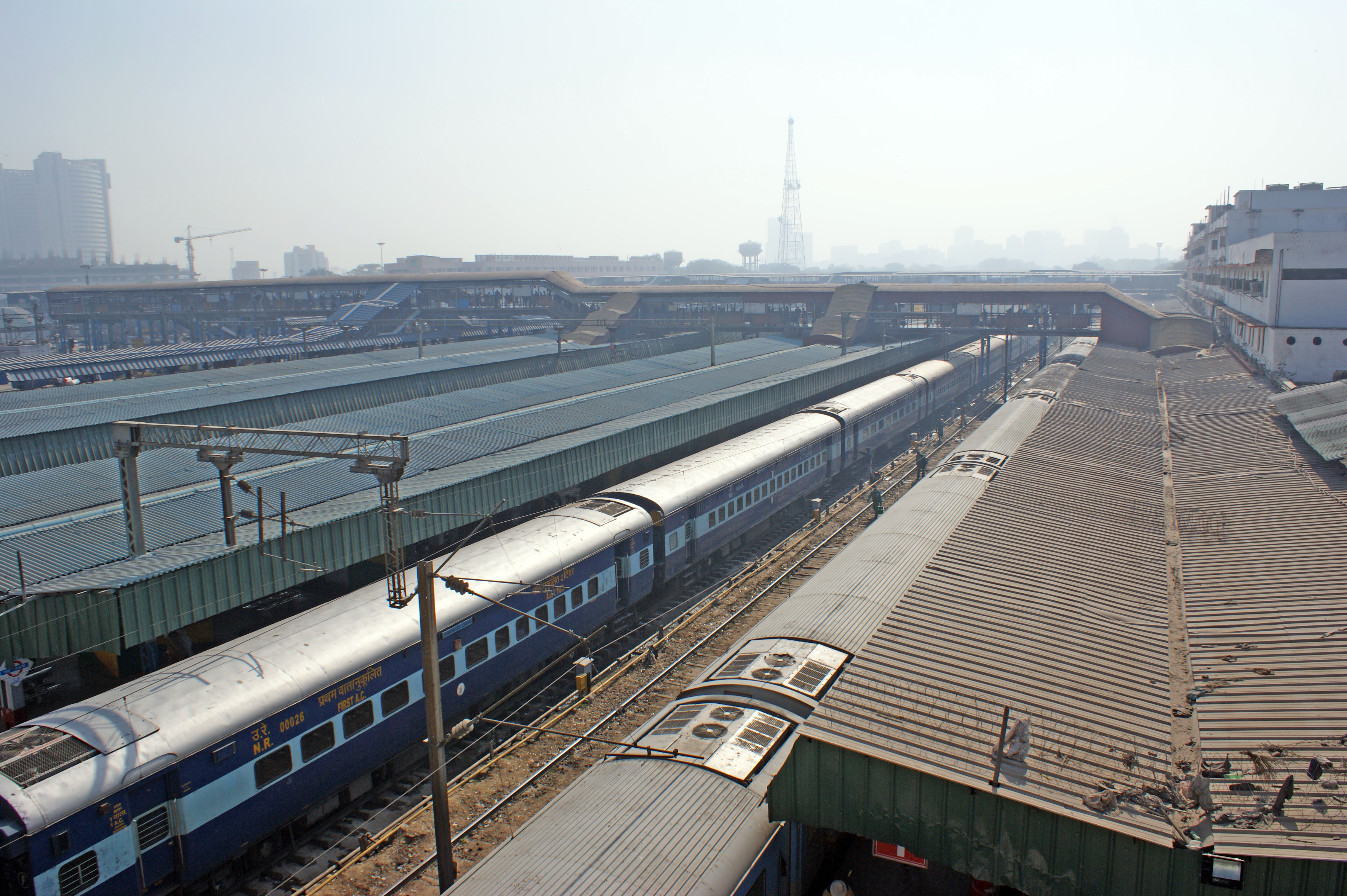
Andanes d'una estació
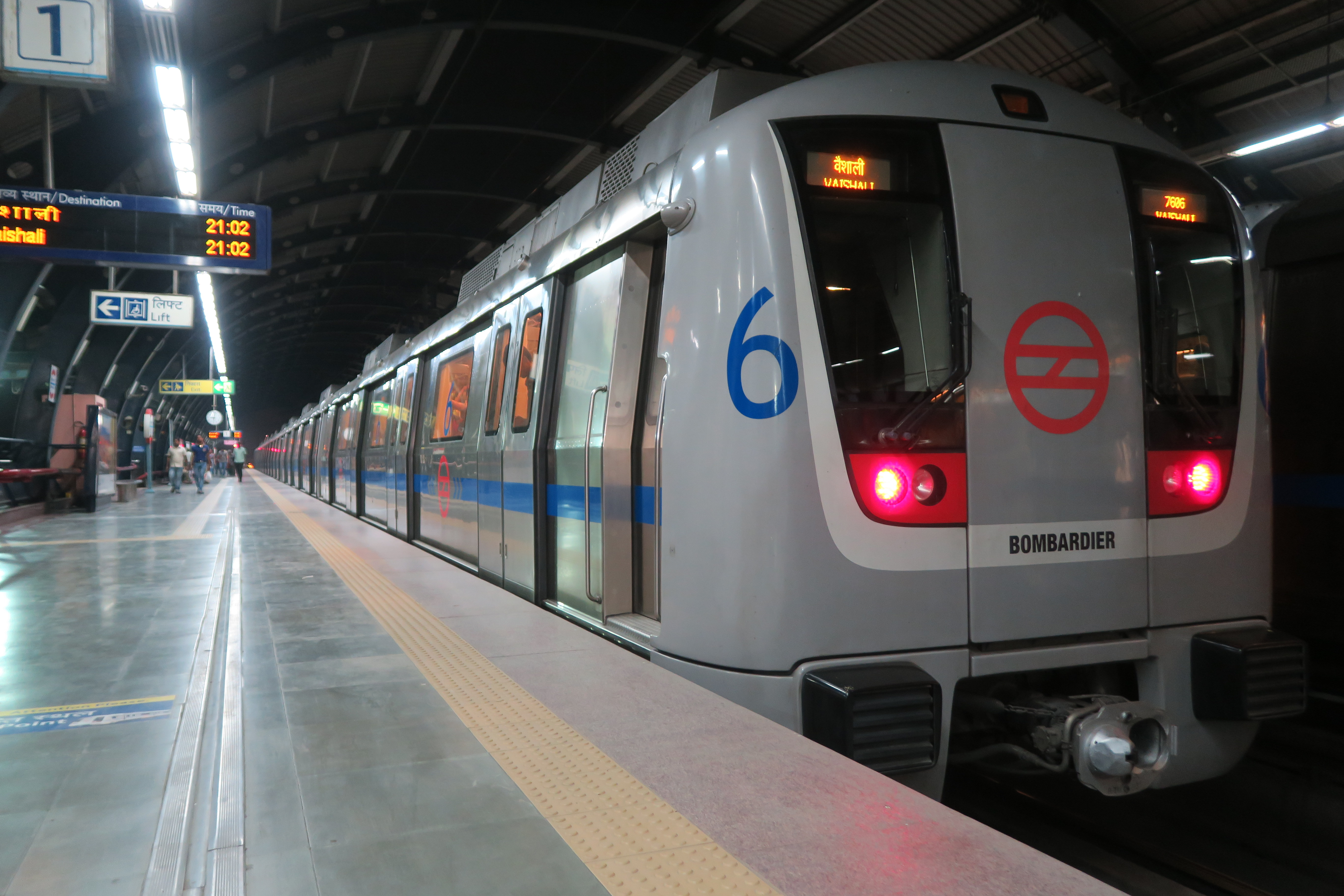
El metro de Delhi
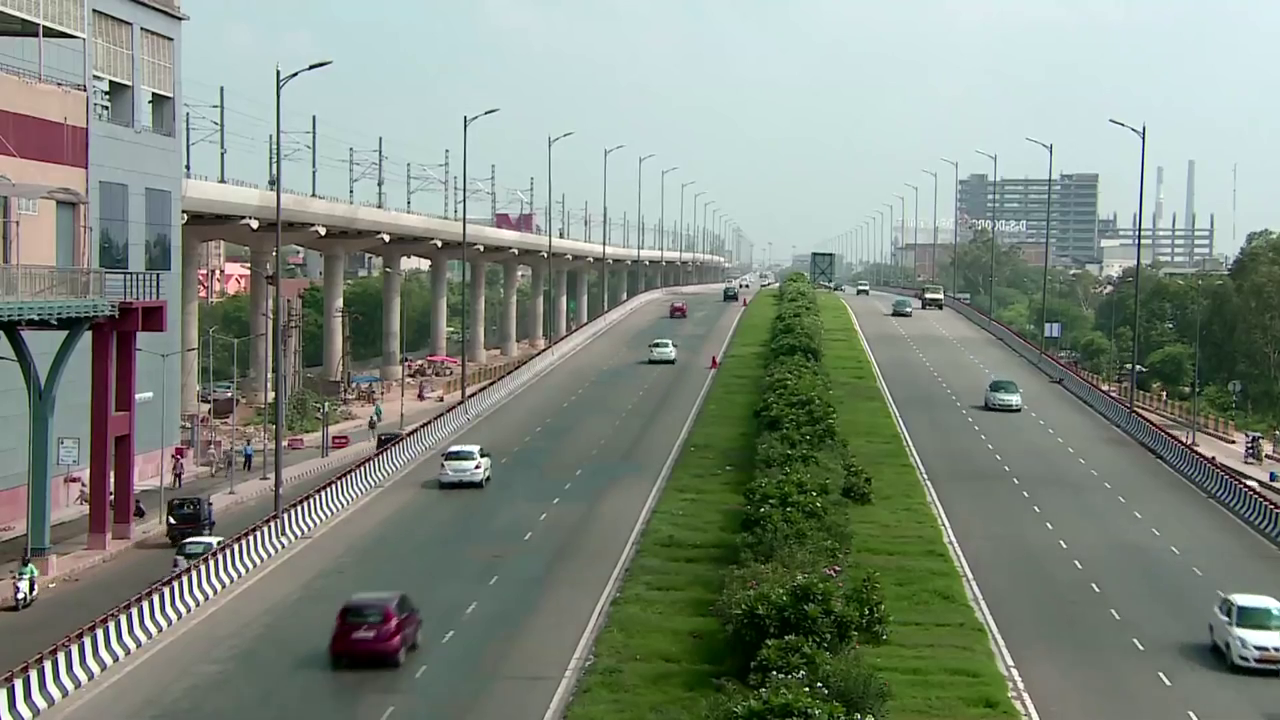
Vista de Delhi Faridabad Skyway
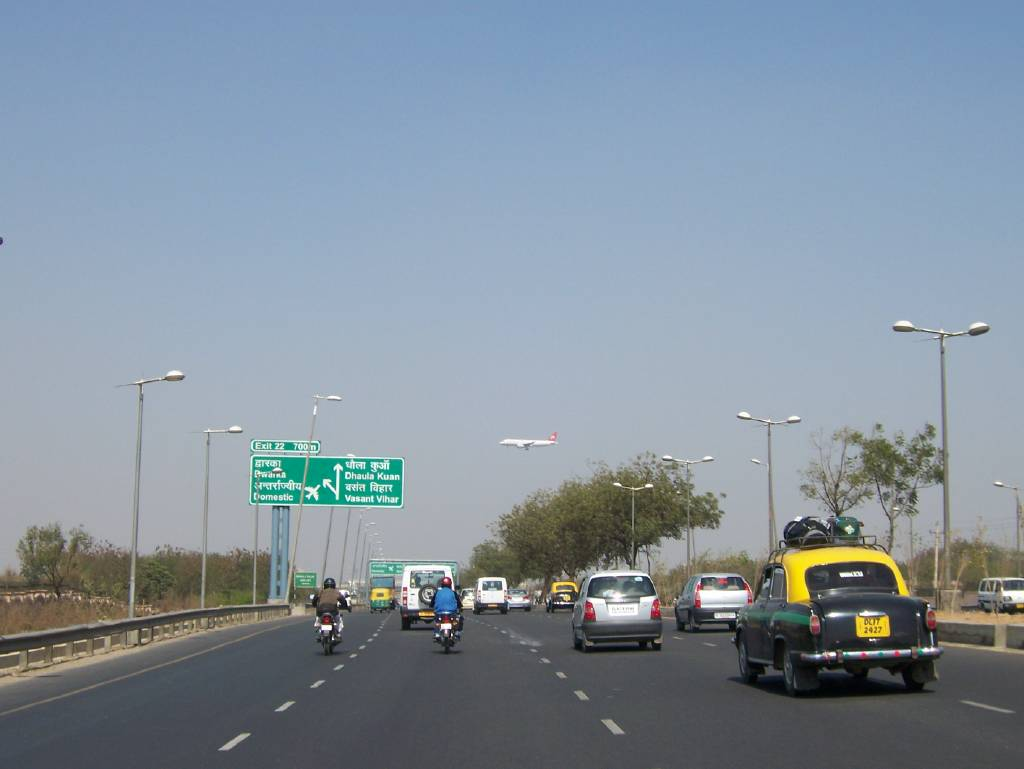
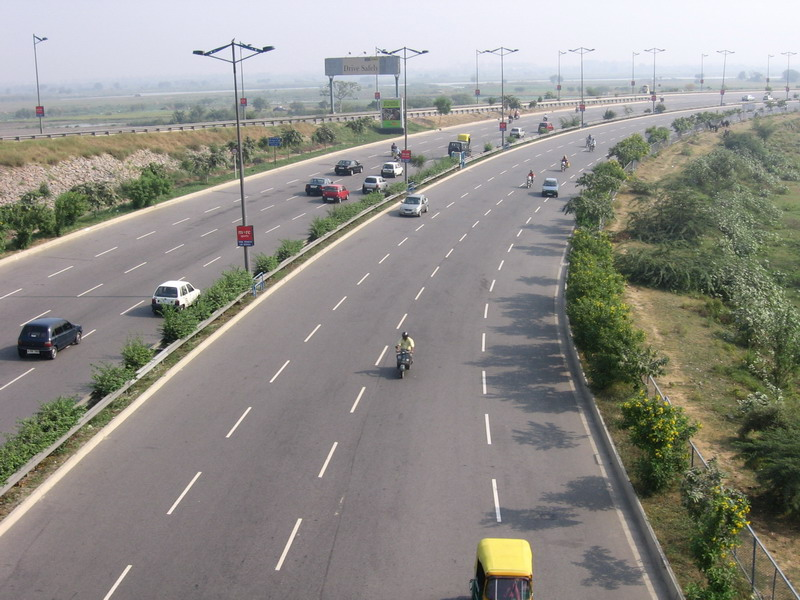

## Paisatge urbà
Gran part de Nova Delhi, planificada pel principal arquitecte britànic del segle xx, Edwin Lutyens, es va dissenyar per ser l'àrea administrativa central de la ciutat com a testimoni de les ambicions Imperials britàniques. Nova Delhi s'estructura al voltant de dos passeigs centrals anomenats Rajpath i Janpath. El Rajpath, o Camí del Rei, s'estén des del Rashtrapati Bhavan fins a la Porta de l'Índia. El Janpath (en hindi: «Camí del poble»), antigament Queen's Way, comença a Connaught Place i talla el Rajpath en angle recte. 19 ambaixades estrangeres es troben al proper Shantipath (en hindi: «Camí de la pau»), el que el converteix en l'enclavament diplomàtic més gran de l'Índia.
Al cor de la ciutat hi ha el magnífic Rashtrapati Bhavan (abans conegut com a la casa del virrei) que es troba al cim del turó Raisina. El Secretariat, que acull els ministeris del govern de l'Índia, flanqueja el Rashtrapati Bhavan. El Parlament, dissenyat per Herbert Baker, es troba al Sansad Marg, que va paral·lel al Rajpath. Connaught Place és una gran àrea comercial circular de Nova Delhi, inspirada en el Royal Crescent d'Anglaterra. Dotze carreteres separades surten de l'anell exterior de Connaught Place, una d'elles és el Janpath.

### Arquitectura
El pla de la ciutat de Nova Delhi, com la seva arquitectura, es va escollir amb una única consideració principal: ser un símbol del poder i la supremacia britànics. Totes les altres decisions estaven subordinades a això, i va ser aquest marc el que va dictar l'elecció i l'aplicació de la simbologia i les influències tant de l'arquitectura hindú com islàmica.
Va trigar uns 20 anys a construir la ciutat a partir de 1911. Molts elements de l'arquitectura de Nova Delhi prenen prestats de fonts indígenes; tanmateix, encaixen en una tradició clàssica/ pal·ladiana britànica. El fet que hi hagués característiques indígenes en el disseny es va deure a la persistència i la instància tant del virrei Lord Hardinge com d'historiadors com EB Havell.
L'any 2019, el Ministeri d'Habitatge i Afers Urbans i el Govern de l'Índia van presentar el projecte de reurbanització de Central Vista proposant la reurbanització de més de 440 hectàrees, amb un cost de ₹ milions de rupies

## Monuments
A la part antiga de la ciutat s'hi conserva la quasi totalitat dels edificis històrics, com el Fort Vermell (Red Fort), bastit per la Dinastia Mogol; els seus murs fets de maó vermell van resistir l'atac de les tropes britàniques durant la guerra per la independència el 1857. També d'època mogol són el Mausoleu d'Humayun, el complex d'Isa Khan i el mausoleu de Safdar Jang.
Com a edifici religiós destaca la Jama Masjid, que actualment és la mesquita més gran de tota l'Índia, construïda per Shah Jahan, autor també del cèlebre Taj Mahal. El temple Bahai de Delhi, també conegut com el Temple del Lotus, és actualment l'edifici més visitat de l'Índia.